# أوليفر شون
أوليفر شون (بالإنجليزية: Oliver Sean)‏ هو ملحن ومغن مؤلف هندي وبرتغالي، ولد في 11 أكتوبر 1979 في Loutolim ‏ في الهند.

## وصلات خارجية
- أوليفر شون على موقع IMDb (الإنجليزية)
- أوليفر شون على موقع ميوزك برينز (الإنجليزية)

- الموقع الرسمي